# Guoyang

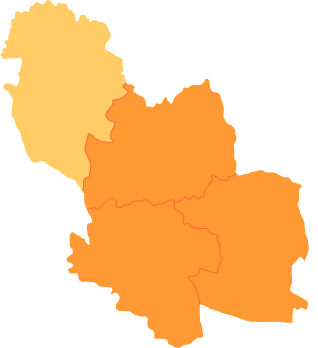
Lage des Kreises Guoyang im Gebiet der bezirksfreien Stadt Bozhou

Guoyang (chinesisch 涡阳县, Pinyin Guōyáng Xiàn) ist ein Kreis der bezirksfreien Stadt Bozhou in der chinesischen Provinz Anhui. Er hat eine Fläche von 2.111 Quadratkilometern und zählt 1.312.000 Einwohner (Stand: Ende 2018). Sein Hauptort ist die Großgemeinde Chengguan (城关镇).

## Administrative Gliederung
Auf Gemeindeebene setzt sich der Kreis aus vierundzwanzig Großgemeinden und zwei Gemeinden zusammen. 